# گرمکش
گرمکش روستایی مازندرانی زبان  در دهستان پشتکوه بخش شهمیرزاد شهرستان مهدی‌شهر استان سمنان ایران است.

## جمعیت
بر پایه سرشماری عمومی نفوس و مسکن در سال ۱۳۹۵ جمعیت این روستا ۶۶ نفر (۲۶خانوار) بوده‌است.